# Cixius diasta
Cixius diasta är en insektsart som beskrevs av Caldwell 1947. Cixius diasta ingår i släktet Cixius och familjen kilstritar. Inga underarter finns listade i Catalogue of Life.